# Die Jungfrau der Seefahrer

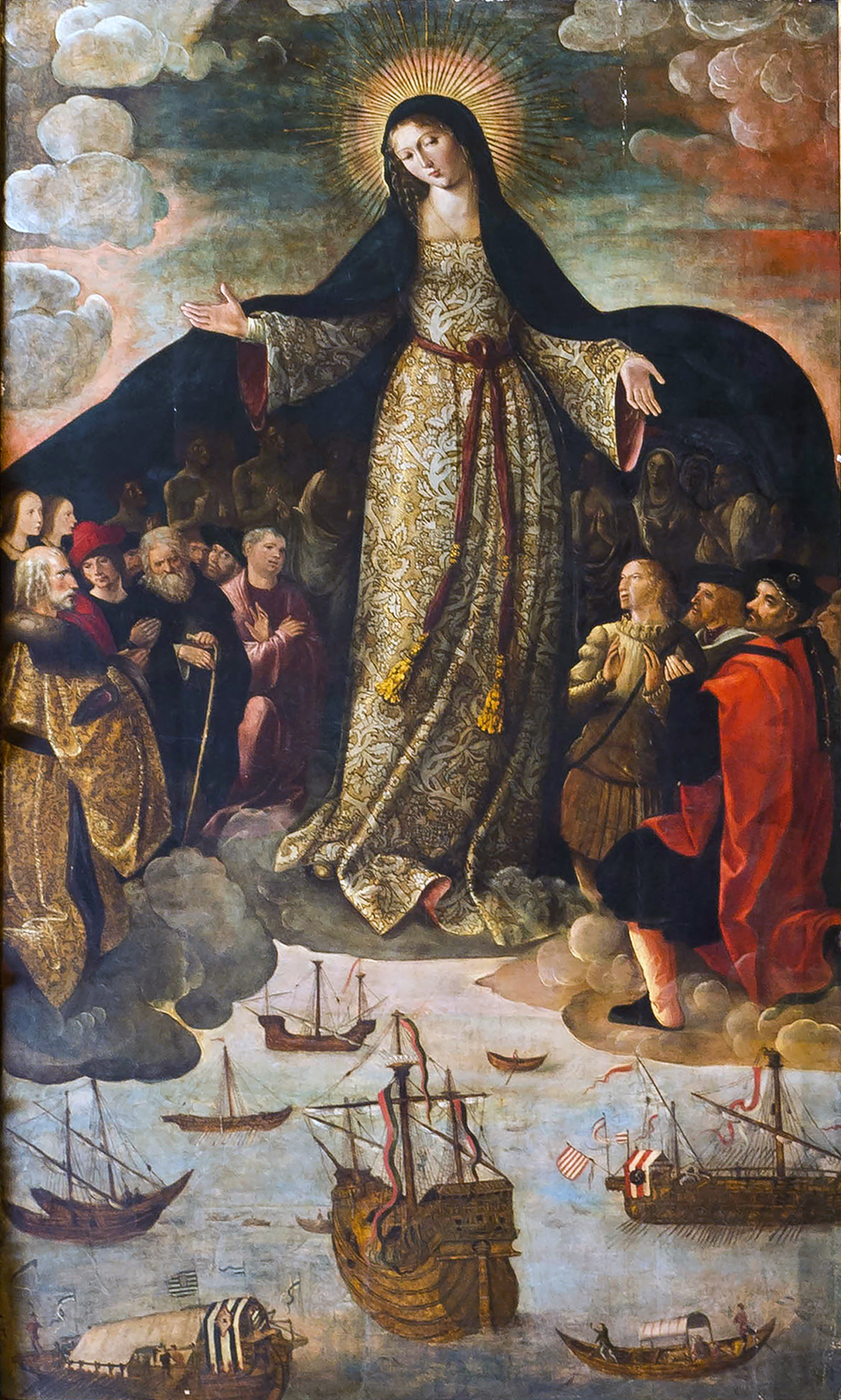
La Virgen de los Mareantes

Die Jungfrau der Seefahrer (spanisch La Virgen de los Mareantes) ist ein Ölgemälde des spanischen Malers Alejo Fernández, erschaffen als zentraler Bestandteil eines Flügelaltars für die Kapelle in der Casa de Contratación in Sevilla. Es ist die älteste bekannte gemalte Darstellung der Entdeckung Amerikas aus europäischer Sicht und entstand vermutlich 1510. Andere Quellen sprechen von 1530 bis 1535.

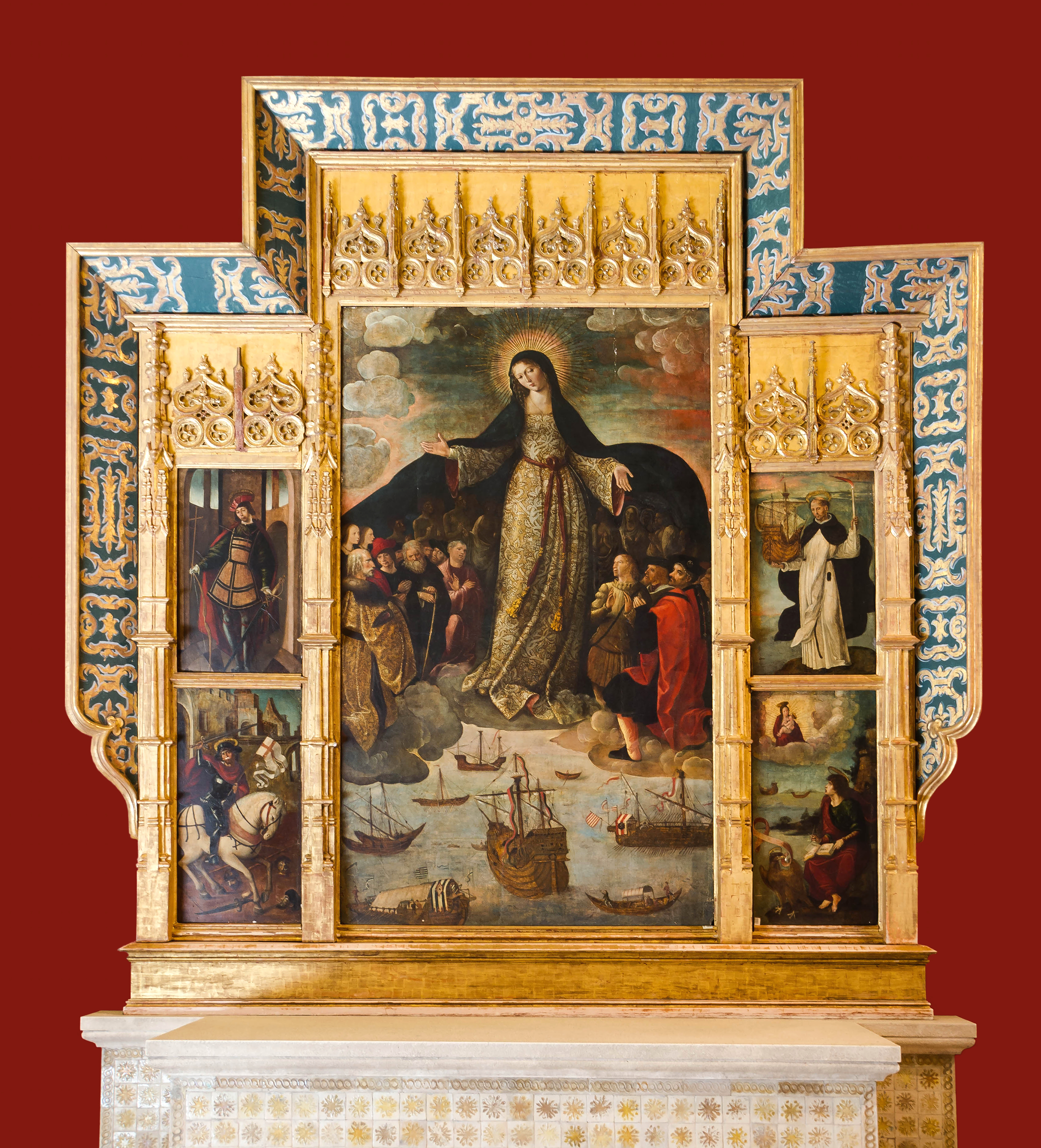
Der vollständige Altar

Das Bild zeigt die Mutter Gottes als Beschützerin der Seefahrer, Häfen und Schiffe. Links und rechts sind Gruppen von Menschen dargestellt, zu denen neben Ferdinand II., Karl V (in Rot), Amerigo Vespucci und Isabella I. auch Christoph Kolumbus gehört. Alle Personen stehen auf Wolken zu Füßen der Jungfrau Maria. Außerdem zeigt das Bild indigene Völker Amerikas, die von den Seefahrern nach Spanien gebracht worden waren. 
Das Bild befindet sich derzeit im Alcázar von Sevilla.
Fernández lebte 1475–1545 in Córdoba, der Stadt, in die Kolumbus nach seiner ersten Reise zurückkehrte, und er war vermutlich auch bei den Feierlichkeiten für die Rückkehrer anwesend. Er zeichnete Kolumbus daher sicher so, wie er ihn gesehen und im Gedächtnis hatte. Das Gemälde ist daher auch eine wichtige Quelle für das Aussehen des Christoph Kolumbus.